# 아리엘라 바러
아리엘라 바러(Ariela Barer, 1998년 10월 14일 ~ )는 미국의 배우이다.